# Улица Сууртюки
Улица Су́уртюки (эст. Suurtüki tänav, Пушечная улица), в 1960—1987 годах улица Йо́ханнеса Кя́сперта (эст. Johannes Käsperti tänav) — улица в историческом районе Старый город Таллина (Эстония).

## География
Находится в микрорайоне Ваналинн городского района Кесклинн. Идёт от улицы Лай до бульвара Пыхья. Протяжённость — 322 метра.

## История
Название улицы связано с располагавшимся вблизи пушечным двором (эст. suurtüki — канонерский; орудийный; пушечный), немецкое название улицы также соответствующее — нем. Stuckhofgasse.
В 1960—1987 годах называлась улицей Йоханнеса Кясперта и включала в себя также улицу Коцебу.

## Застройка
Улица выходит из старого города через пролом в крепостной стене у башни Плате.
Дом 4/1 — посольство Северной Македонии.
К улице примыкает парк Башенная площадь.